# Centro de Convenciones George R. Brown

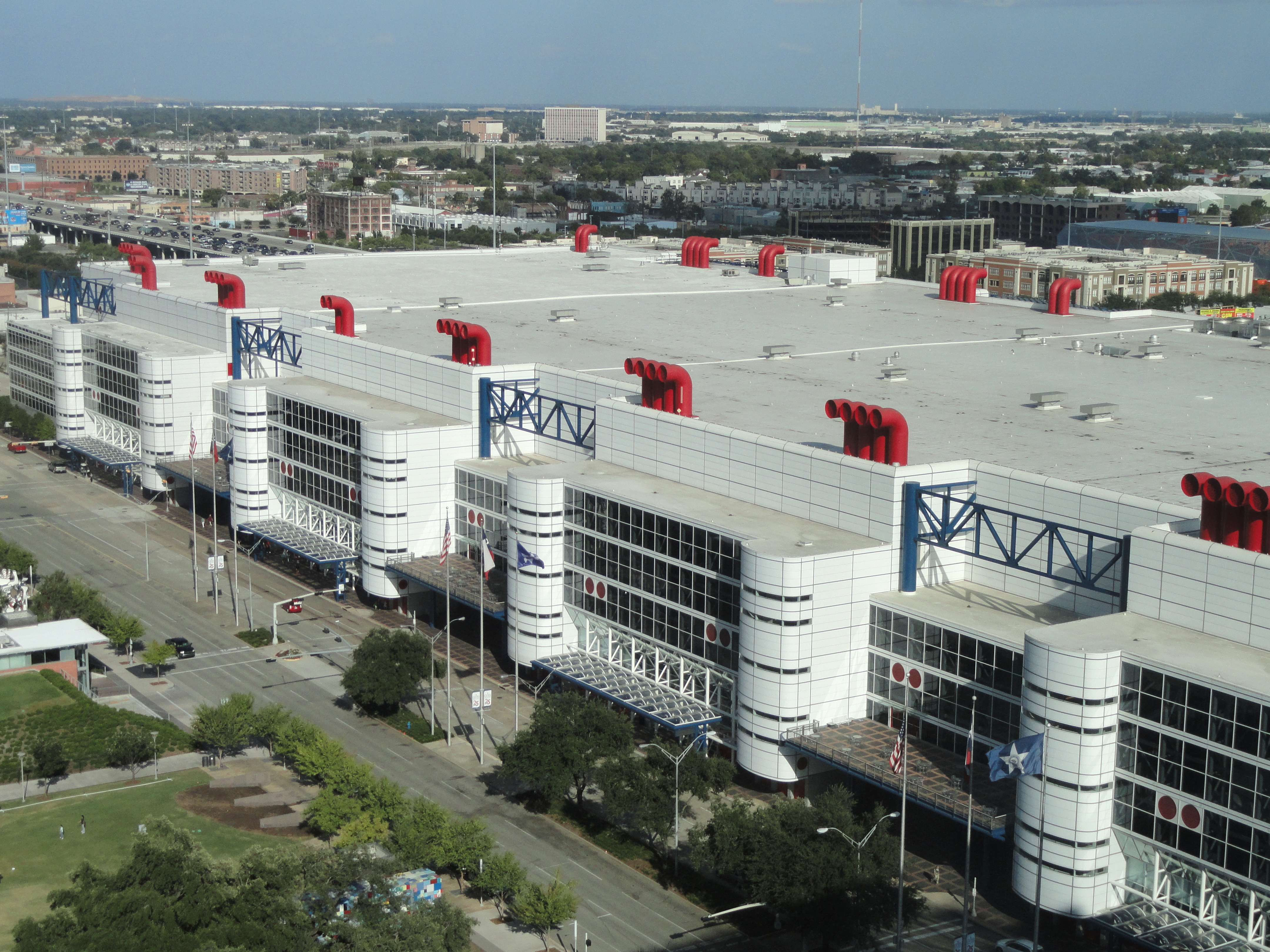
Centro de Convenciones George R. Brown

El Centro de Convenciones George R. Brown (George R. Brown Convention Center) es un centro de convenciones en Downtown Houston, Texas. Tiene 1,2 millones de pies cuadrados de área para exposiciones, inscripciones e reuniones. El centro abrió en septiembre de 1987. El parque Discovery Green está en frente del Centro de Convenciones George R. Brown.